# Ángel García Cabezali
Ángel García Cabezali (Madrid, 3 de febrero de 1993) es un futbolista español que juega en la demarcación de defensa en el AEK Larnaca de la Primera División de Chipre.

## Trayectoria
Ingresó en las categorías inferiores del Real Madrid en 2011 siendo cadete. En 2012, comenzó a formar parte de la plantilla del Real Madrid C hasta el año 2014 que fue fichado para jugar en el Real Valladolid B.
En 2016, pasó a formar parte de la primera plantilla del Valladolid donde ya había debutado la temporada anterior. 
En el mercado de invierno de la temporada 2017-2018 ficha por la Cultural y Deportiva Leonesa.

Después de pasar media temporada sin jugar, debido a quedarse sin ficha federativa por decisión de Víctor Cea Zurita, el jugador empieza una nueva andadura esta vez en el Wisła Płock de la primera división polaca.

## Clubes
Actualizado al último partido disputado el 11 de mayo de 2024.
| Club                         | País          | Año           | Partidos | Goles |
| ---------------------------- | ------------- | ------------- | -------- | ----- |
| Real Madrid C. F. "C"        | España        | 2012-2014     | 51       | 4     |
| Real Valladolid "B"          | España        | 2014-2016     | 61       | 11    |
| Real Valladolid C. F.        | España        | 2016-2018     | 34       | 2     |
| Cultural y Deportiva Leonesa | España        | 2018-2018     | 13       | 1     |
| Wisła Płock                  | Polonia       | 2019-2021     | 70       | 1     |
| AEK Larnaca                  | Chipre        | 2021-act.     | 95       | 7     |
| Total carrera                | Total carrera | Total carrera | 324      | 26    |

## Palmarés

### Títulos nacionales
| Título         | Club        | País   | Año  |
| -------------- | ----------- | ------ | ---- |
| Copa de Chipre | AEK Larnaca | Chipre | 2025 |